# Sietzsch
Sietzsch is een plaats en voormalige gemeente in de Duitse deelstaat Saksen-Anhalt, en maakt deel uit van de Landkreis Saalekreis.
Sietzsch telt 650 inwoners.